# Partito Democratico-Lega Apartitica del Dakota del Nord
Il Partito Democratico-Lega Apartitica del Dakota del Nord (in inglese: North Dakota Democratic–Nonpartisan League Party), abbreviato in NPL, è un partito politico statunitense, affiliato locale del nazionale Partito Democratico nello stato del Dakota del Nord. La sede del partito si trova a Fargo.

## Storia
Il partito fu fondato nel 1956 per volere della dirigenza dell'allora Partito Democratico del Dakota del Nord e della Lega Apartitica del Dakota del Nord, una organizzazione progressista e agrarianista di agricoltori che aveva riscosso molto successo fin dai primi del '900 nello stato. Il partito sancì la fine del polipartitismo in Dakota del Nord, dal momento che esistevano il Partito Democratico del Dakota del Nord, il Partito Repubblicano e la Lega Apartitica, che aveva due correnti, una progressista, da sempre in maggioranza, che sosteneva l'unione con i democratici ed era pro-sindacati e pro ai sussidi per l'agricoltura, e una seconda più conservatrice e vicina ai repubblicani.
Nel congresso della Lega Apartitica del 1956, 173 membri a 3 votarono sì per presentare candidati nelle liste del Partito Democratico, fondandosi di fatto e formalmente con quest'ultimo. Il nuovo partito presentò una lista completa di candidati per le cariche statali e adottò una piattaforma liberale che includeva l'abrogazione del Taft-Hartley Act, la creazione di un salario minimo di $ 1,25 l'ora e un'imposta fondiaria progressiva sulle proprietà del valore di $ 20.000 o più. Due mesi dopo, nel maggio 1956, la Convention Democratica accettò i candidati della Nonpartisan League e adottò la sua piattaforma. Anche i Repubblicani del Dakota del Nord si fusero dopo che i sostenitori conservatori della Lega Apartitica si staccarono, non d'accordo con la fusione con i democratici.
Dagli anni '80 fino alla seconda metà degli anni 2010, il D-NPL è stato il partito dominante nelle elezioni per la Camera dei Rappresentanti e del Senato e ha espresso dal 1961 al 1977 e successivamente dal 1985 al 1992 3 governatori.
Attualmente, Il D-NPL ha una rappresentanza statale di 16 membri, divisi in 12 alla Camera dei Rappresentanti del Dakota del Nord e 4 al Senato del Dakota del Nord e il D-NPL non ha una rappresentanza nazionale al Congresso degli Stati Uniti d'America, né alla Camera dei Rappresentanti, né al Senato. Tuttavia, fino al gennaio 2019, il D-NPL ha avuto una rappresentanza nazionale con i seguenti rappresentanti e senatori:

### Camera dei Rappresentanti degli Stati Uniti d'America

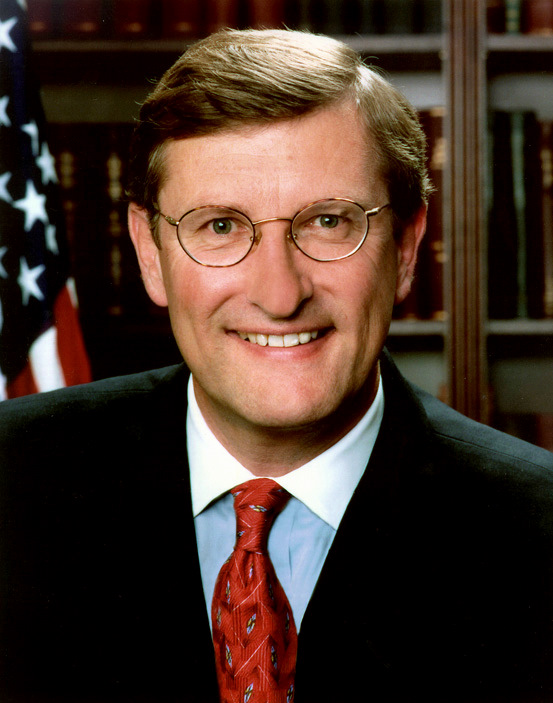
Kent Conrad, senatore per lo stato del Dakota del Nord dal 1987 al 2013

- 1959-1960: Quentin Burdick
- 1965-1967: Rolland W. Redlin
- 1971-1973: Arthur A. Link
- 1981-1992: Byron Dorgan

- 1993–2011: Earl Pomeroy

### Senato degli Stati Uniti d'America

#### Classe I

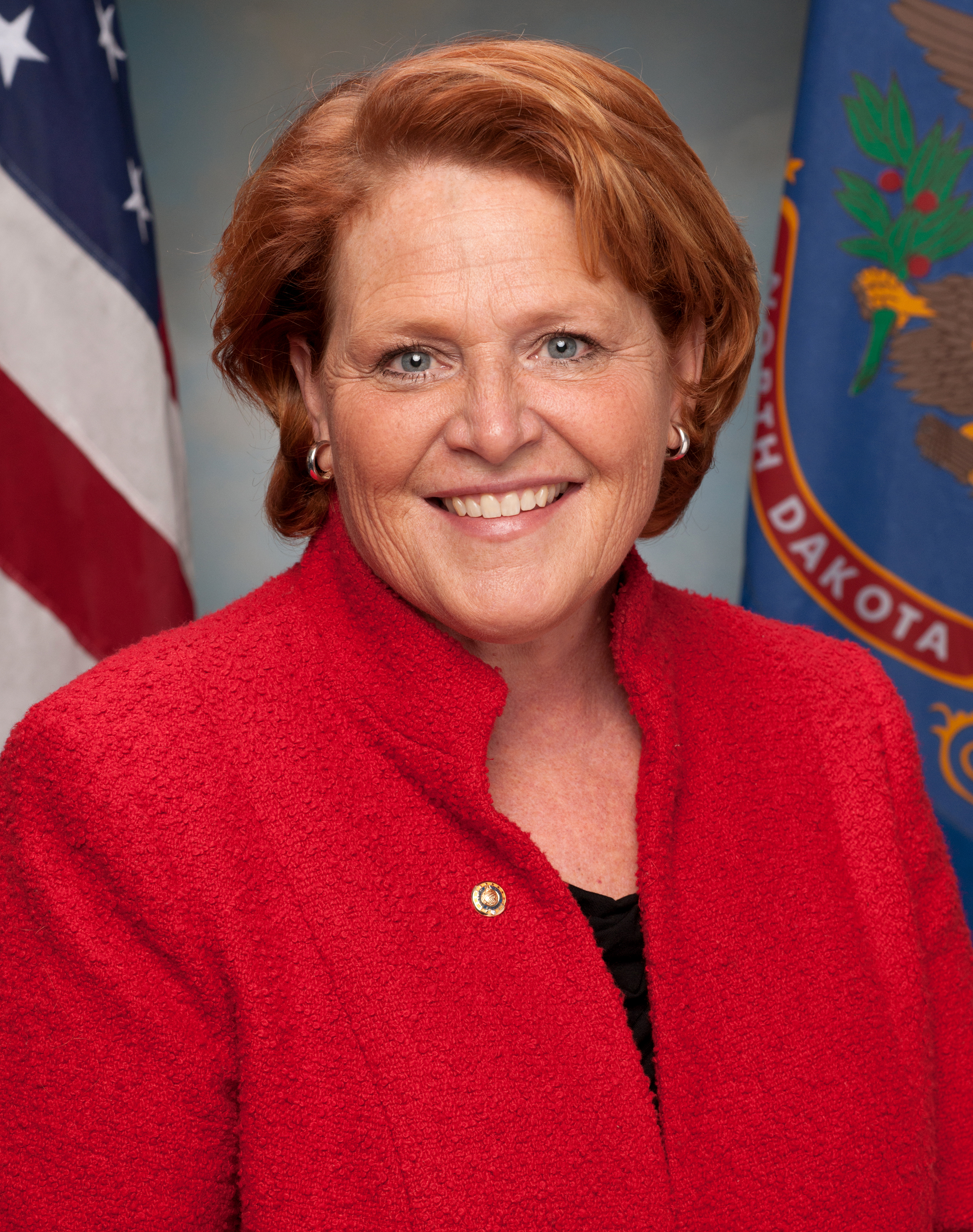
La senatrice Heidi Heitkamp, ad oggi ultima senatrice per lo stato del Dakota del Nord del D-NPL

- 1960-1992: Quentin Burdick
- 1992-1992: Jocelyn Burdick
- 1992-2013: Kent Conrad
- 2013-2019: Heidi Heitkamp

#### Classe III

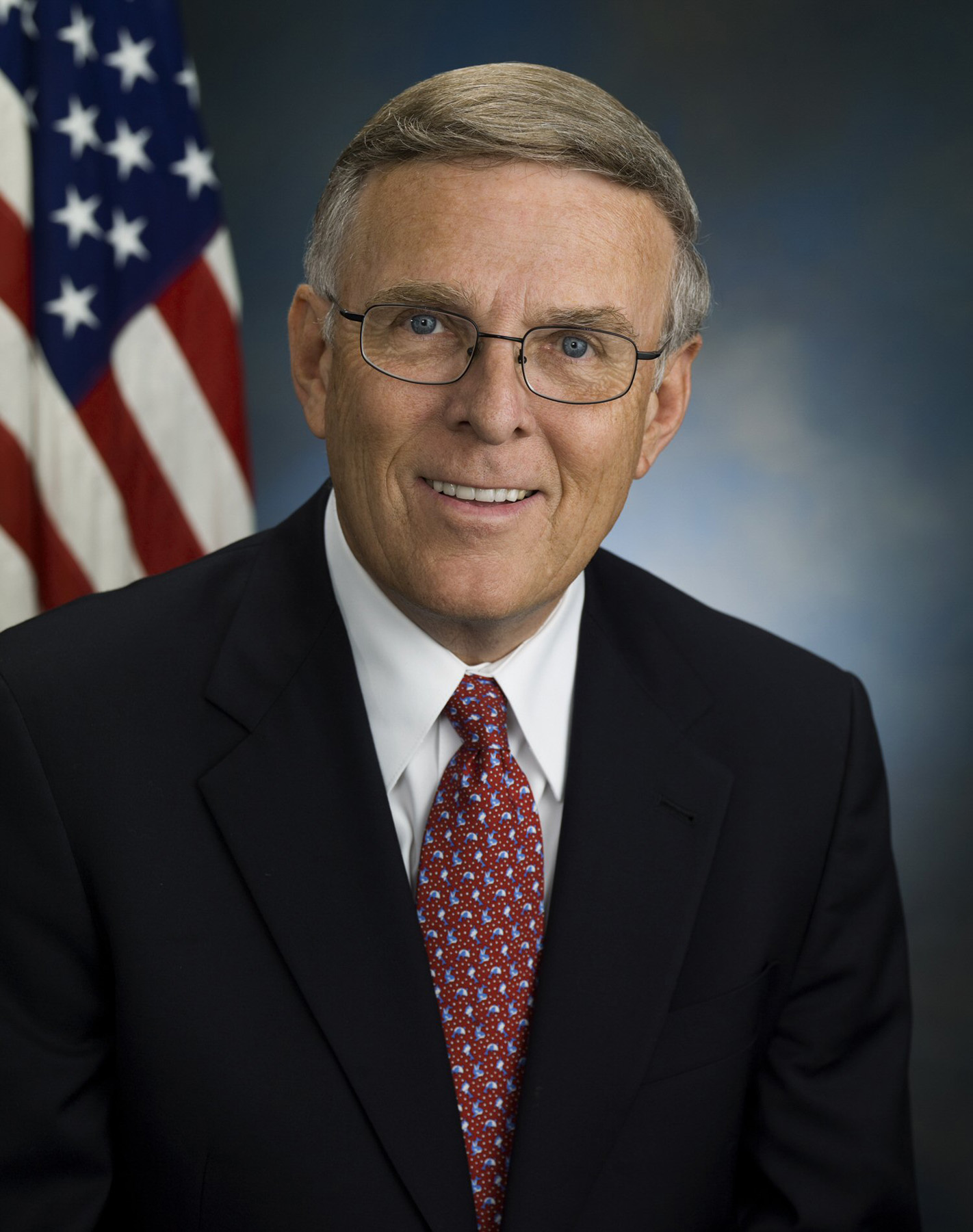
Byron Dorgan, senatore per lo stato del Dakota del Nord dal 1992 al 2011

- 1987-1992: Kent Conrad
- 1992-2011: Byron Dorgan

## Membri del partito in ruoli ufficiali

### Leadership alla Camera dei Rappresentanti del Dakota del Nord e al Senato del Dakota del Nord
- Leader della minoranza al Senato del Dakota del Nord: Kathy Hogan
- Assistente del leader della minoranza del Senato del Dakota del Nord: Merrill Piepkorn
- Presidente del Caucus di minoranza del Senato del Dakota del Nord: Ryan Braunberger
- Leader della minoranza della Camera dei Rappresentanti del Dakota del Nord: Zac Ista
- Assistente del leader della minoranza della Camera dei Rappresentanti del Dakota del Nord: Joshua Boschee
- Presidente del Caucus di minoranza della Camera dei Rappresentanti del Dakota del Nord: Jayme Davis

### Camera dei Rappresentanti del Dakota del Nord
| Rappresentante statale | Distretto |
| Lisa Finley-DeVille    | 4         |
| Jayme Davis            | 9         |
| Hamida Dakane          | 10        |
| Liz Conmy              | 11        |
| Gretchen Dobervich     | 11        |
| Corey Mock             | 18        |
| LaurieBeth Hager       | 21        |
| Mary Schneider         | 21        |
| Alisa Mitskog          | 25        |
| Zachary M. Ista        | 43        |
| Joshua Boschee         | 44        |
| Karla Rose Hanson      | 44        |

### Senato del Dakota del Nord
| Senatore statale | Distretto |
| Ryan Braunberger | 10        |
| Tim Mathern      | 11        |
| Kathy Hogan      | 21        |
| Merrill Piepkorn | 44        |